# Ujiie Naotomo

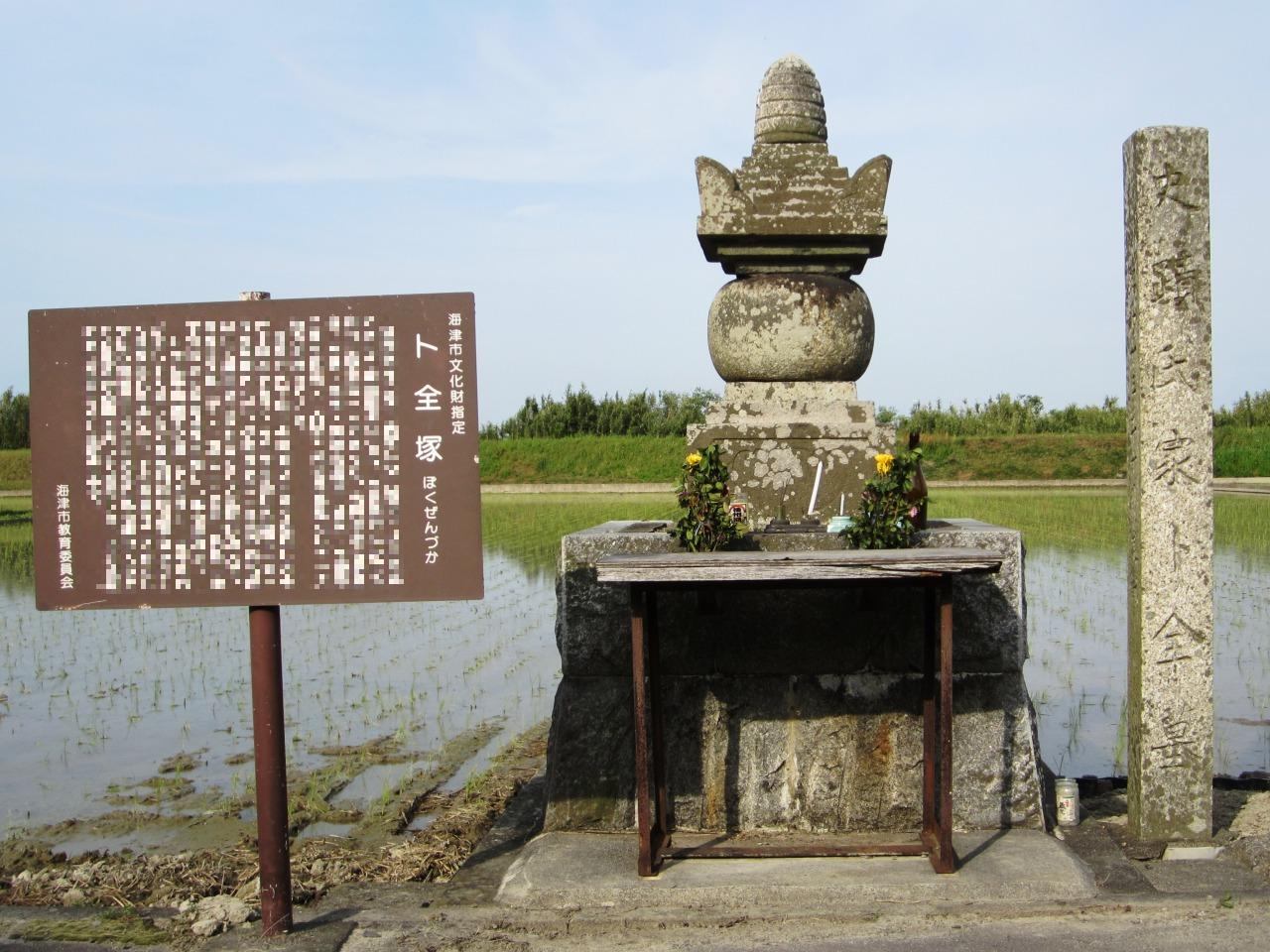
Tombe d'Ujiie Naotomo à Kaizu, préfecture de Gifu.

Ujiie Naotomo est un nom japonais traditionnel ; le nom de famille (ou le nom d'école), Ujiie, précède donc le prénom (ou le nom d'artiste).
Ujiie Naotomo (氏家 直元, 1512 - 12 mai 1571), aussi connu sous le nom Ujiie Bokuzen (氏家ト全), est un général samouraï. 

## Biographie
Naotomo est le fils d'Ujiie Yukikuni. Il est membre du « triumvirat Mino » (西美濃三人衆, Nishi Mino Sanninshū), en compagnie d'Inaba Yoshimichi et Andō Morinari. En 1547, ils s'accordent pour rejoindre les forces d'Oda Nobunaga.  
Il prend part à la bataille d'Anegawa en 1570. Le 12 mai 1571, il trouve la mort tandis qu'il combat les ikkō-ikki au premier siège de Nagashima alors qu'il est sous les ordres de Shibata Katsuie.

## Famille
- Ujiie Yukikuni (père)
  - Ujiie Naomasa (fils)
  - Ujiie Yukihiro (fils)
  - Ujiie Yukitsugu (fils)

Autres parmi le clan Ujiie
- Ujiie Mitsuuji
- Ujiie Sadanao

## Source de la traduction
- (en) Cet article est partiellement ou en totalité issu de l’article de Wikipédia en anglais intitulé « Ujiie Naotomo » (voir la liste des auteurs).